# Stanisław Ujejski
Stanisław Ujejski (ur. 14 listopada 1891 w Ropczycach, zm. 31 marca 1981 w Toronto) – generał brygady obserwator Wojska Polskiego.

## Życiorys
Maturę zdał w 1908 roku w Wyższej Szkole Realnej w Krakowie, a następnie studiował na Politechnice w Bernie w Szwajcarii. Podczas I wojny światowej był powołany do cesarsko-królewskiej Obrony Krajowej. W ewidencji wojskowej figurował jako „Stanislaus Ritter von Ujejski”. 1 stycznia 1916 został mianowany podporucznikiem rezerwy kawalerii. W 1917 jego oddziałem macierzystym był pułk strzelców konnych Nr 1. W kwietniu 1918 został słuchaczem Szkoły Lotniczej, a później odbywał służbę w wojskach balonowych.
8 listopada 1918 roku wstąpił do Wojska Polskiego i otrzymał stopień porucznika. W 1919 ukończył kurs w Wojennej Szkole Sztabu Generalnego, a po jej ukończeniu będąc oficerem dyplomowanym w latach 1919–1920 służył w Oddziale Operacyjnym Naczelnego Dowództwa i w Sztabie Naczelnego Wodza. Ukończył w okresie 1922–1923 Kurs Doszkolenia Szkoły Sztabu Generalnego. W 1926 brał udział w konferencji rozbrojeniowej w Genewie jako ekspert ds. lotnictwa. Był przydzielony do 2 pułku lotniczego. W Wyższej Szkole Wojennej był wykładowcą taktyki lotnictwa. Szef wydziału i pierwszy zastępca szefa Departamentu Lotnictwa MSWojsk. Z dniem 3 stycznia 1929 roku został przeniesiony do Centrum Wyszkolenia Oficerów Lotnictwa w Dęblinie na stanowisko komendanta. W kwietniu 1933 roku został mianowany dowódcą 3 Grupy Lotniczej w Krakowie. W listopadzie 1935 roku został przeniesiony na stanowisko dowódcy 1 Grupy Lotniczej w Warszawie. 14 grudnia 1937 roku został szefem Sztabu Lotniczego przy Sztabie Głównym.

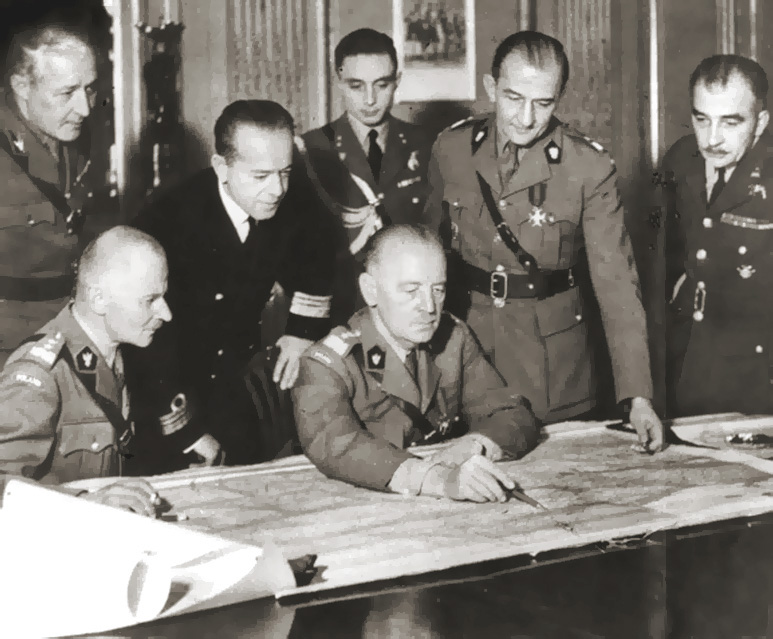
Marian Kukiel, Władysław Sikorski, Tadeusz Klimecki i Stanislaw Ujejski 1942

W czasie kampanii wrześniowej szef sztabu naczelnego dowódcy lotnictwa i OPL. Po zakończeniu działań wojennych przedostał się przez Rumunię do Francji. Od marca do lipca 1940 zastępca dowódcy Polskich Sił Powietrznych, posiadał numer służbowy RAF P-1471. Od 18 lipca do 19 września 1943 Generalny Inspektor PSP. Otrzymał przydział do dywizjonu 305.
Wyjechał po demobilizacji do Kanady. Początkowo był urzędnikiem w firmie ortopedycznej, potem wraz z żoną prowadził sklep żywnościowy w Toronto. Tam też zmarł.
W dniu 28 sierpnia 2014 podczas uroczystych obchodów Święta Lotnictwa Polskiego z asystą honorową Kompanii Reprezentacyjnej i Orkiestry Reprezentacyjnej Sił Powietrznych złożono urnę z prochami gen. Stanisława Ujejskiego w kolumbarium Katedry polowej Wojska Polskiego w Warszawie.

## Awanse
- porucznik – 8 listopada 1918 roku
- major – zweryfikowany 3 maja 1922 ze starszeństwem z dniem 1 czerwca 1919 i 23. lokatą w korpusie oficerów aeronautycznych
- podpułkownik – 1 grudnia 1924 ze starszeństwem z dniem 15 sierpnia 1924 i 7. lokatą w korpusie oficerów aeronautycznych
- pułkownik – 18 lutego 1930 ze starszeństwem z dniem 1 stycznia 1930 i 1. lokatą w korpusie oficerów aeronautycznych
- generał brygady – ze starszeństwem z dniem 19 marca 1939 i 15. lokatą w korpusie generałów[14]

## Ordery i odznaczenia

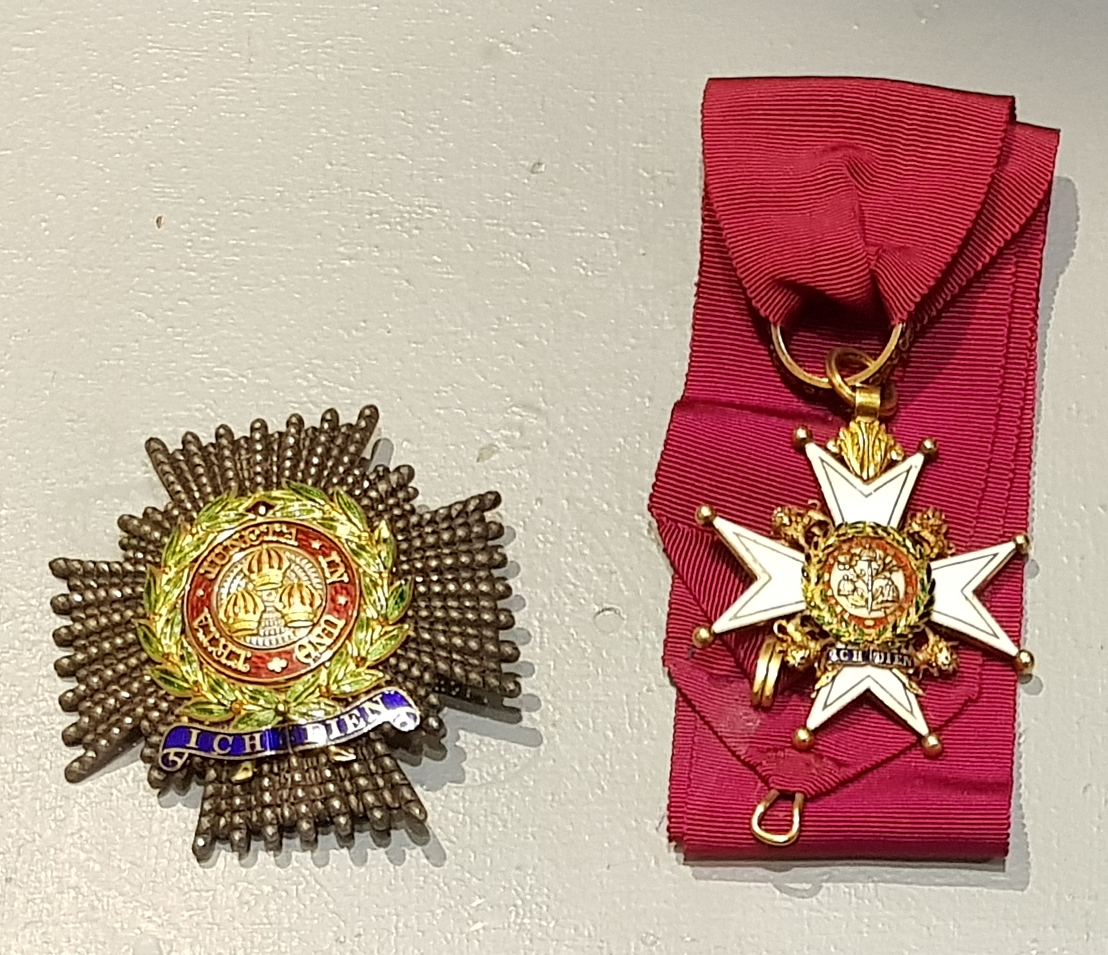
Brytyjski wojskowy Order Łaźni II kl. nadany gen. S. Ujejskiemu w zbiorach Muzeum Wojska Polskiego w Warszawie.

- Krzyż Oficerski Orderu Odrodzenia Polski[14][15]
- Złoty Krzyż Zasługi (29 kwietnia 1925)[16][14]
- Medal Pamiątkowy za Wojnę 1918–1921[15]
- Medal Dziesięciolecia Odzyskanej Niepodległości[15]
- Brązowy Medal za Długoletnią Służbę[15]
- Komandor z Gwiazdą Orderu Łaźni (Wielka Brytania)
- Komandor Orderu św. Sawy (Jugosławia, 1931)[15][17]
- Oficer Orderu Legii Honorowej[15] (Francja, 1931)[18]
- Oficer Orderu Lwa Białego (Czechosłowacja)[15]
- Oficer Orderu Gwiazdy Rumunii (Rumunia)[15]
- Brązowy Medal Zasługi Wojskowej z mieczami na wstążce Krzyża Zasługi Wojskowej (Austro-Węgry)
- Srebrny Medal Waleczności 2 klasy (Austro-Węgry)
- finlandzka Odznaka Lotnicza (1929)[19]
- włoska Odznaka Obserwatora[20]

## Upamiętnienie
W 1990 został wybity medal z podobizną gen. bryg. pil. Stanisława Ujejskiego o treści Bitwa o Wielką Brytanię 1940–1990, wydany przez Mennicę Państwową, a zaprojektowany przez Andrzeja Nowakowskiego.